# Firebag
Il Firebag è un fiume del Canada, che scorre in Alberta e Saskatchewan. Esso nasce dal Lago Firebag nel nordovest del Saskatchewan e poi si dirige verso l'Alberta dove dopo circa 170 chilometri affluisce nel fiume Athabasca, circa 65 chilometri a nord di Fort MacKay.